# Samin (Ermland-Mazurië)
Samin  (Duits: Seemen) is een dorp in de Poolse woiwodschap Ermland-Mazurië. De plaats maakt deel uit van de gemeente Grunwald.

## Sport en recreatie
- Door deze plaats loopt de Europese wandelroute E11. De E11 loopt van Den Haag naar het oosten, op dit moment de grens Polen/Litouwen. Ter plaatse komt de route van het noorden van Marcinkowo, en vervolgt naar het oosten richting Grunwald.